# Karl Henry
Karl Levi Daniel Henry (ur. 26 listopada 1982 w Wolverhampton) – angielski piłkarz jamajskiego pochodzenia występujący na pozycji pomocnika w zespole Queens Park Rangers.

## Kariera

### Stoke City
Chociaż urodził się w Wolverhampton swoje pierwsze piłkarskie kroki stawiał w akademii Stoke City. Swój debiut w seniorskim zespole zaliczył 7 lutego 2001 r. w spotkaniu Football League Trophy przeciwko Walsall. W swym pierwszym sezonie zaliczył 15 spotkań i pomógł Stoke w awansie do wyższej ligi. W kolejnym sezonie na boisko wybiegał 21 razy. 26 grudnia 2002 r. zdobył swą pierwszą i jedyną bramkę w barwach The Potters, stało się to w spotkaniu przeciwko Bradford City.
W sezonie 2003-2004 Henry został wypożyczony na pięć miesięcy do zespołu Cheltenham Town, w którym łącznie rozegrał 9 spotkań. Debiutował w nim w meczu przeciwko Lincoln City 13 stycznia 2004 r.
W kolejnych dwóch sezonach (2004-2005, 2005-2006) Henry pełnił w Stoke rolę głównie zmiennika. W 2006 r., po ośmiu latach spędzonych w Stoke, zdecydował się przenieść do Wolves.

### Wolverhampton Wanderers
Do drużyny Wilków Henry trafił w sierpniu 2006 r., na tydzień przed rozpoczęciem nowego sezonu. Debiutował w meczu otwarcia przeciwko Plymouth Argyle. W swoim pierwszym sezonie w nowym klubie występował głównie jako prawy obrońca, tylko kilka razy występując na środku pomocy. Już w grudniu 2006 r. po raz pierwszy założył opaskę kapitańską, kiedy kontuzji doznał Jody Craddock. 3 marca 2007 r. doznał poważnej kontuzji w spotkaniu przeciwko Luton Town, która wykluczyła go z gry do końca sezonu.
W sezonie 2007-2008 Henry występował już na swojej ulubionej pozycji w środku pola, zaliczając aż 42 spotkania w barwach Wilków, strzelając w nich 3 bramki. Trafił w spotkaniu z Preston North End, a także dwukrotnie w potyczkach z zespołem Charltonu, zarówno w meczu na swoim boisku, jak i na terenie rywala. Właśnie w meczu z Charltonem 29 marca 2008 r. doznał kontuzji, która wykluczyła go z gry na 6 spotkań.
W sezonie 2008-2009 po raz kolejny Henry należał do czołowych zawodników zespołu, przez większą część batalii pełniąc rolę kapitana, gdyż Jody Craddock przez długi okres był kontuzjowany. Henry znajdował się w wyjściowej jedenastce zespołu, która w spotkaniu przeciwko QPR zapewniła sobie awans do Premier League. 3 maja 2009 po ostatnim meczu sezonu wygranym 1-0 z Doncaster Rovers zarówno Henry, jak i Craddock na Molineux podnieśli na Molineux trofeum dla najlepszej drużyny ligi. Łącznie w tym sezonie Henry rozegrał dla drużyny Wilków 43 spotkania. Wkrótce po zakończeniu sezonu Henry podpisał z Wolverhampton nowy czteroletni kontrakt, z opcją przedłużenia o kolejny rok.
W sezonie 2009-2010 Henry był już pełnoprawnym kapitanem zespołu. W Premier League zadebiutował w meczu otwarcia przeciwko West Ham. W swym pierwszym sezonie w tej klasie rozgrywkowej zaliczył 34 spotkania, a jego ekipie udało się utrzymać.
W kolejnym sezonie Henry wybiegał na murawę 31-krotnie, również pełniąc rolę kapitana zespołu. Ostatecznie ten sezon Wolverhampton zakończył na ostatnim bezpiecznym, 17. miejscu w lidze.
Wraz z rozpoczęciem sezonu 2011-2012 Henry stracił opaskę kapitańską na rzecz sprowadzonego z Birmingham City Rogera Johnsona.

### Queens Park Rangers
23 lipca 2013 roku podpisał dwuletni kontrakt z Queens Park Rangers.